# Абарис
Абарис (Абарид, др.-греч. Ἄβαρις Ὑπερβόρειος) — в древнегреческой мифологии прорицатель и жрец Аполлона. Выходец из Скифии или страны гипербореев. Согласно легенде обходился без пищи и летал на волшебной стреле, подаренной ему Аполлоном.
Обошёл всю Грецию, одним только словом исцелял болезни, слагал всякого рода освятительные и очистительные заговоры, жил, не принимая пищи, прекратил свирепствовавшую в Спарте чуму и построил храм Коры Спасительницы (Персефоны) Κόρη σωτείρα.
Пифагорейцы называли Абариса «Воздухошествующим». Упоминания данного мифического героя есть у Геродота, Платона, Диодора Сицилийского.

## В искусстве
- Шведская группа Therion посвятила Абарису песню «An Arrow From the Sun» на альбоме Lemuria (2004); «The Wand of Abaris» и «The Falling Stone» на альбоме Gothic Kabbalah (2007).